# Primera ronda de Centroamérica de la Clasificación de Concacaf para la Copa Mundial de Fútbol de 2002
La Primera ronda de Centroamérica de la Clasificación de Concacaf para la Copa Mundial de Fútbol de 2002 contó con la participación de seis países de América Central, los cuales fueron divididos en dos grupos de tres equipos cada uno enfrentándose entre sí a visita recíproca.
El ganador de cada grupo avanza a la segunda fase, mientras que los segundos lugar jugaban la fase eliminatoria.

## Resultados

### Grupo A
| Pos. | Equipo        | Pts. | PJ | G | E | P | GF | GC | Dif. | Clasificación      |
| ---- | ------------- | ---- | -- | - | - | - | -- | -- | ---- | ------------------ |
| 1    | El Salvador   | 10   | 4  | 3 | 1 | 0 | 10 | 2  | +8   | Segunda Ronda      |
| 2    | Guatemala (A) | 5    | 4  | 1 | 2 | 1 | 3  | 3  | 0    | Ronda Eliminatoria |
| 3    | Belice (E)    | 1    | 4  | 0 | 1 | 3 | 2  | 10 | −8   |                    |

 Fuente: 
| 5 de mayo de 2000 | El Salvador                                                         | 5 - 0   | Belice | Estadio Nacional Flor Blanca, San Salvador, El Salvador |                                                   |
|                   | Martínez 14' · Rodríguez 31' · Arce 69' · Cerritos 79' · Torres 81' | Reporte |        | Asistencia: 14 567 espectadores Árbitro(s): Calix       | Asistencia: 14 567 espectadores Árbitro(s): Calix |

| 19 de marzo de 2000                                                             | Belice    | 1 - 2   | Guatemala                | Estadio Francisco Morazán, San Pedro Sula, Honduras |                                                   |
|                                                                                 | Núñez 40' | Reporte | García 33' · Ramírez 76' | Asistencia: 2500 espectadores Árbitro(s): Pedroza   | Asistencia: 2500 espectadores Árbitro(s): Pedroza |
| Partido jugado en Honduras por el problema fronterizo entre Belice y Guatemala. |           |         |                          |                                                     |                                                   |

| 2 de abril de 2000 | Guatemala | 0 - 1   | El Salvador | Estadio Mateo Flores, Guatemala City, Guatemala     |                                                     |
|                    |           | Reporte | Arce 50'    | Asistencia: 30 000 espectadores Árbitro(s): Marrufo | Asistencia: 30 000 espectadores Árbitro(s): Marrufo |

| 16 de abril de 2000 | Belice    | 1 - 3   | El Salvador                            | People's Stadium, Orange Walk Town, Belice        |                                                   |
|                     | Nuñez 66' | Reporte | Arce 6' · Martínez 51' · Rodríguez 64' | Asistencia: 5000 espectadores Árbitro(s): Miranda | Asistencia: 5000 espectadores Árbitro(s): Miranda |

| 7 de mayo de 2000 | El Salvador | 1 - 1   | Guatemala | Estadio Cuscatlán, San Salvador, El Salvador        |                                                     |
|                   | Arce 45'    | Reporte | Plata 20' | Asistencia: 40 000 espectadores Árbitro(s): Badilla | Asistencia: 40 000 espectadores Árbitro(s): Badilla |

| 19 de mayo de 2000                                                              | Guatemala | 0 - 0   | Belice | Estadio Francisco Morazán, San Pedro Sula, Honduras |                                                  |
|                                                                                 |           | Reporte |        | Asistencia: 3500 espectadores Árbitro(s): Pineda    | Asistencia: 3500 espectadores Árbitro(s): Pineda |
| Partido jugado en Honduras por el problema fronterizo entre Belice y Guatemala. |           |         |        |                                                     |                                                  |

### Grupo B
| Pos. | Equipo        | Pts. | PJ | G | E | P | GF | GC | Dif. | Clasificación      |
| ---- | ------------- | ---- | -- | - | - | - | -- | -- | ---- | ------------------ |
| 1    | Panamá        | 9    | 4  | 3 | 0 | 1 | 8  | 3  | +5   | Segunda Ronda      |
| 2    | Honduras (A)  | 9    | 4  | 3 | 0 | 1 | 7  | 2  | +5   | Ronda Eliminatoria |
| 3    | Nicaragua (E) | 0    | 4  | 0 | 0 | 4 | 0  | 10 | −10  |                    |

 Fuente: 
| 4 de marzo de 2000 | Honduras                              | 3 - 0   | Nicaragua | Estadio Olímpico Metropolitano, San Pedro Sula, Honduras |                                                     |
|                    | Chacon 29' · Guerrero 41' · Núñez 70' | Reporte |           | Asistencia: 10 000 espectadores Árbitro(s): Argueta      | Asistencia: 10 000 espectadores Árbitro(s): Argueta |

| 19 de marzo de 2000 | Nicaragua | 0 - 2   | Panamá                          | Estadio Cacique Diriangén, Diriamba, Nicaragua  |                                                 |
|                     |           | Reporte | Méndez 5' · Ju. Dely Valdés 61' | Asistencia: 2000 espectadores Árbitro(s): Jones | Asistencia: 2000 espectadores Árbitro(s): Jones |

| 2 de abril de 2000 | Panamá                     | 1 - 0   | Honduras | Estadio Rommel Fernández, Panama City, Panamá      |                                                    |
|                    | Ju. Dely Valdés 70' (pen.) | Reporte |          | Asistencia: 20 000 espectadores Árbitro(s): Amores | Asistencia: 20 000 espectadores Árbitro(s): Amores |

| 16 de abril de 2000 | Nicaragua | 0 - 1   | Honduras    | Estadio Cacique Diriangén, Diriamba, Nicaragua     |                                                    |
|                     |           | Reporte | Ramírez 83' | Asistencia: 6000 espectadores Árbitro(s): Castillo | Asistencia: 6000 espectadores Árbitro(s): Castillo |

| 7 de mayo de 2000 | Honduras                  | 3 - 1   | Panamá              | Estadio Tiburcio Carías Andino, Tegucigalpa, Honduras |                                                     |
|                   | Pavón 38' 66' · Núñez 70' | Reporte | Jo. Dely Valdés 49' | Asistencia: 34 000 espectadores Árbitro(s): Ramírez   | Asistencia: 34 000 espectadores Árbitro(s): Ramírez |

| 21 de mayo de 2000 | Panamá                                                           | 4 - 0   | Nicaragua | Estadio Rommel Fernández, Panama City, Panamá       |                                                     |
|                    | Ju. Dely Valdés 50' · Jo. Dely Valdés 69' · Díaz 70' · Brown 83' | Reporte |           | Asistencia: 20 000 espectadores Árbitro(s): Sibrian | Asistencia: 20 000 espectadores Árbitro(s): Sibrian |